# ズナイデン房子
ズナイデン房子（ズナイデン ふさこ）は、日本のマーケター。資生堂、日清食品などのマーケティング部門に携わり、2023年3月より、日本マクドナルドホールディングス取締役、日本マクドナルドの取締役上級執行役員最高マーケティング責任者（CMO）を務める。

## 来歴
長崎県島原市出身。長崎県立島原高等学校、筑波大学第二学群農林学類を卒業後、1987年に資生堂に入社。約200人の新入社員のうち唯一マーケティング部に配属され、若くしてヒット商品の開発に携わった。アメリカ人男性との国際結婚を機に資生堂を退社。ユニリーバやロレアルに勤めたのち、2007年に資生堂に復帰。『TSUBAKI』のブランドに携わった。
「化粧品メーカーだけしか知らないままで終わりたくない」と、2014年6月に日清食品に移る。それまで若い女性が好む商品が手薄だったカップヌードルブランドで、ラタトゥイユ風味とバーニャ・カウダ風味の『カップヌードルライトプラス』を開発し、ヒットさせた。2018年8月より、日本マクドナルドのCMOに就任。『サムライマック』や『濃厚とろ～り月見』などヒットメニューを開発し、木村拓哉や堺雅人を起用したコマーシャルメッセージはCM好感度ランキングで上位を獲得した。2021年12月には、オリオンビールの社外取締役に就任。同社では初の女性取締役となる。2023年から、日本マクドナルドホールディングス取締役、日本マクドナルド取締役上席執行役員CMO。
歴任した各社では、ダイバーシティの取り組みを進めてきた。資生堂ではダイバーシティーのステアリング・コミッティーに入っており、日清食品でもダイバーシティー委員長を務めた。日本マクドナルドでも、会長のサラ・カサノバや、社長の日色保らとともにダイバーシティー＆インクルージョンを推進している。2018年6月には、内閣府のSTEM Girls Ambassadors（理工系女子応援大使）の6人のうちの1人として委嘱を受けた。